# 鯖江市吉川小学校
鯖江市吉川小学校（さばえし よしかわしょうがっこう）は、福井県鯖江市大倉町にある公立小学校である。

## 概要
現在の鯖江市域では、1873年（明治6年）に清通小学校、守中小学校、巨孝小学校の3小学校が創立された。その後、1892年（明治25年）に吉川東尋常小学校、吉川西尋常小学校と改称され、その後の1911年（明治44年）に吉川東、吉川西両校を合併し吉川尋常小学校と改称される。そして、1955年（昭和30年）の鯖江市政実施により鯖江市吉川小学校と改称され現在にいたる。

## 沿革
- 1873年（明治6年） - 清通、守中、巨孝の3小学校創立[1]。
- 1892年（明治25年） - 吉川東、西尋常小学校と改称。
- 1911年（明治44年） - 吉川東、西両校を合併し吉川尋常小学校と改称。
- 1917年（大正6年） - 現在の地籍に新築移転する。
- 1919年（大正8年） - 高等科を併置、吉川尋常高等小学校と改称。
- 1941年（昭和16年） - 国民学校令により吉川村国民学校と改称。
- 1947年（昭和22年） - 学制改革により吉川村立吉川小学校と改称。
- 1948年（昭和23年） - 吉川中学校の併置を解き、中央中学校に移る。
- 1955年（昭和30年） - 市政実施により鯖江市吉川小学校と改称。